# Базилевский, Евгений Евгеньевич
Евгений Евгеньевич Базилевский (3 (15) декабря 1848 — 2 (15) января 1902) — русский военный юрист, генерал-майор, военный прокурор, участник Русско-турецкой войны 1877—1878 годов.

## Биография
Сын надворного советника и усманского городничего Евгения Васильевича Базилевского (1806—1862) и Аделаиды Александровны, урождённой Ребиндер (1825 — после 1862). Брат генерал-лейтенанта и архитектора П. Е. Базилевского.
Воспитанник Михайловского Воронежского кадетского корпуса (1861—1864), окончил Михайловскую Воронежскую военную гимназию (1865), за отличие переведён во 2-е военное Константиновское училище (1865—1867), окончил Военно-юридическую академию (1873). Участник Русско-турецкой войны 1877—1878 годов. С 1876 года капитан, с 1879 года подполковник, с 1882 года полковник, с 11 сентября 1892 года генерал-майор. В 1874—1880 годах военный следователь, в 1880—1885 годах помощник прокурора, в 1885—1892 годах военный судья Киевского военного окружного суда, в 1892—1897 годах военный прокурор Омского военного окружного суда, в 1897—1902 годах военный прокурор Киевского военного окружного суда.

## Семья
Был женат на Евгении Михайловне Кривошапкине (ок. 1863 — 1929). Их дети: 
- Михаил Евгеньевич (1883—1948), поручик лейб-гвардии Преображенского полка (1909).
- Ольга Евгеньевна (1886—?), жена генерал-лейтенанта Н. В. Ивашинцова.

## Награды
- Орден Святого Станислава 3-й степени (1876)
- Орден Святой Анны 3-й степени с мечами и бантом (1878)
- Орден Святого Станислава 2-й степени (1879)
- Орден Святой Анны 2-й степени (1887)
- Орден Святого Владимира 4-й степени (1889)
- Орден Святого Владимира 3-й степени (1895)
- Орден Святого Станислава 1-й степени (1898)